# مقاطعة لا سال (تكساس)
مقاطعة لا سال (بالإنجليزية: La Salle  County)‏ هي إحدى المقاطعات في ولاية تكساس، الولايات المتحدة الأمريكية. وقد سميت على المستكشف الفرنسي روبير دو لا سال.